# Адмирал Жерар ДюГал
Адмирал Жерар ДюГал е измислен персонаж, командир на флотата на тераните в компютърната игра StarCraft: Brood War. ДюГал е опитен командир, носител на най-много отличия на Обединения Земен Директорат. На 64-годишна възраст, от френско потекло, роден в Авиньон, провинция Франция. ДюГал се появява в играта като командир на Първия Експедиционен Флот на ОЗД той управлява от бойния кораб Александър.
Въпреки 12-годишната разлика във възрастта им, той е приятел от детството на вицеадмирал Алексей Стуков. И въпреки опитността си, в 5 епизод той изпада под влиянието на Дуран, който го убеждава, че Стуков е предател, понеже е напуснал командния си пост. Истинския предател Дуран изчезва след смъртта на Стуков.
Мисията му в СтарКрафт в полза на тераните е:
1. Подчиняване на разбунтувалите се колонии на тераните; арестуването на Арктур Менгск
2. Поемане на контрола над овърмайнда на зерговете;
3. Удържане на победа над протосите в сектора.